# Sándorffy Ottó
Sándorffy Ottó (Dorog, 1931. április 13. – Budapest, 2021. november 11.) magyar kisiparos, vállalkozó, politikus, országgyűlési képviselő.

## Életpályája

### Iskolái
Az általános iskolát szülővárosában végezte el. Budapesten, az Aranyosi Felsőkereskedelmi Iskolában folytatta tanulmányait. 1949-ben érettségizett. 1957-ben, Budapesten műanyag-feldolgozó végzettséget szerzett.

### Pályafutása
1944–1945 között leventeként védte hazánkat a világháborúban. 1949–1952 között Solymáron műanyag-feldolgozó kisiparos volt. 1952–1954 között munkaszolgálatos katona; előbb Miskolcra, Recskre, majd Ercsibe került. 1954–1972 között segédmunkásként dolgozott; műanyag-feldolgozó szakmunkásként a Finommechanikai Vállalatnál, a Kiskunfélegyházi Műanyagipari Vállalatnál, a Gomb és Fésű Ktsz-ben és az Oroszlányi Műanyag-feldolgozó Vállalatnál. 1956-ban részt vett a forradalomban. 1958–1960 között ismét raboskodott. 1972–1991 között Piliscsabán önálló kisiparos volt. 1991-ben nyugdíjba vonult. 

### Politikai pályafutása
1989-től az FKGP tagja volt. 1990–1998 között az FKGP Pest megyei elnöke volt. 1994–1998 között országgyűlési képviselő (Pest megye) volt. 1994–1998 között a Költségvetési és pénzügyi bizottság tagja volt. 1997–1998 között Az Állami Számvevőszék elnökét jelölő bizottság tagja volt. 1998-ban és 2002-ben országgyűlési képviselőjelölt volt.

## Családja
Szülei Sándorffy Elemér (1906–?) és Vinkó Mária (1913–1984) voltak. 1961-ben házasságot kötött Krölling Terézzel. Két fia született: Csaba (1964–) és Miklós (1968–).

## Díjai
- Hazáért Érdemkereszt (1995)
- Piliscsaba díszpolgára (2010)
- Klotildligetért díj (2018)